# Mihai Răzvan Ungureanu
Pour les articles homonymes, voir Ungureanu.
Mihai Răzvan Ungureanu, né le 22 septembre 1968 à Iași, est un universitaire, diplomate et homme d'État roumain.
Haut fonctionnaire du ministère roumain des Affaires étrangères et professeur d'histoire moderne à l'université, il est nommé chef de la diplomatie roumaine en 2004.
Il démissionne trois ans plus tard et devient alors directeur du Service de renseignements extérieurs (SIE). En 2012, il est appelé au poste de Premier ministre de Roumanie, qu'il n'occupe que pendant trois mois, du 9 février 2012 au 7 mai 2012. Élu sénateur sept mois plus tard, il démissionne en 2015 pour occuper de nouveau de la direction du SIE jusqu'en 2016.

## Biographie

### Parcours universitaire
Il achève ses études secondaires en 1987, et entame l'année suivante des études supérieures de philosophie à l'université Alexandre-Jean-Cuza de Iași, dont il est diplômé en 1992. Il devient alors tuteur pour les cours d'histoire moderne de la Roumanie.
En 1994, il entreprend un doctorat d'histoire, passant, un an plus tard, au statut de professeur assistant en histoire moderne de la Roumanie, puis professeur titulaire en 1998. À la suite de l'obtention de son diplôme, en 2004, il est promu professeur des universités.
Il est recruté, en 2007, par l'université de Bucarest.

### Carrière diplomatique
Nommé secrétaire d'État du ministère des Affaires étrangères en 1998, il est désigné, en 2001, envoyé régional de l'Union européenne pour le pacte de stabilité en Europe du Sud-Est. En 2003, il rejoint Vienne, afin d'occuper le poste de coordinateur adjoint de l'initiative de coopération en Europe du Sud-Est (SECI).

### Ministre des Affaires étrangères
Membre du Parti national libéral roumain (PNL), il devient, le 29 décembre 2004, ministre des Affaires étrangères dans le gouvernement de coalition de centre droit dirigé par Călin Popescu-Tăriceanu, président du PNL.
Il remet sa démission, à la demande du Premier ministre, le 12 mars 2007. Le chef du gouvernement lui reproche alors de ne pas l'avoir informé de la détention de deux Roumains, soupçonnés d'espionnage, par les autorités irakiennes.

### Retour à des postes techniques
À peine débarqué, il retrouve ses fonctions de coordinateur adjoint de la SECI. Au mois de décembre 2007, il est investi par le Parlement, sur proposition du président Traian Băsescu, directeur du service de renseignements extérieurs (SIE) de Roumanie et quitte le PNL.

### Premier ministre roumain

#### Formateur
Le 6 février 2012, quelques heures après la démission du Premier ministre conservateur Emil Boc, le chef de l'État lui confie la charge de constituer le nouveau gouvernement. Il entame, dès le lendemain, des consultations avec les trois partis de la coalition au pouvoir, le Parti démocrate-libéral (PDL), l'Union démocrate magyare de Roumanie (UDMR) et l'Union nationale pour le progrès de la Roumanie (UNPR).

#### Un gouvernement «ligue junior»
Il présente son gouvernement dès le 8 février, annonçant le maintien du ministre de la Justice, Cătălin Predoiu, du ministre des Affaires étrangères, Cristian Diaconescu, du ministre des Affaires européennes, Leonard Orban, mais le remplacement du ministre des Finances, du ministre de l'Économie ou de la ministre du Tourisme. Les médias, qui qualifient le nouvel exécutif de « ligue junior » du fait d'une moyenne d'âge de 38 ans, soulignent qu'il se compose essentiellement de personnalités de deuxième rang qui disposent, pour ceux issus du PDL, de relais importants dans les fédérations locales, se démarquant ainsi des poids lourds du parti.
Il remporte, le 9 février, le vote de confiance au Parlement, par 237 voix contre 2, l'opposition n'ayant pas pris part au vote, après un discours de politique générale au cours duquel il réaffirme sa volonté d'adopter l'euro en 2015, de lutter contre la corruption et annonce de possibles hausses du traitement des fonctionnaires, réduit de 25 % en 2010.

#### Au bout de trois mois, la censure
Son gouvernement est renversé le 27 avril, par le vote d'une motion de censure par 235 députés et sénateurs, soit quatre de plus que le minimum requis. Victor Ponta, chef de l'opposition, s'affirme alors prêt à prendre la succession d'Ungureanu.

### Le réengagement politique
Choisi à l'été 2012 pour présider le petit parti Force citoyenne (FC), il participe lors des élections législatives de novembre suivant à l'Alliance de la Roumanie droite (ARD), formée autour du Parti démocrate-libéral (PDL). À cette occasion, il est élu au Sénat. Il prépare ensuite sa candidature à l'élection présidentielle de novembre 2014, mais se retire après l'absorption de la FC par le PDL, dont il devient premier vice-président.

### Retour au SIE
Le 30 juin 2015, Mihai Răzvan Ungureanu est nommé pour la seconde fois directeur du Service de renseignements extérieurs après un large vote en ce sens du Parlement. Il démissionne en conséquence de son mandat de sénateur.